# Franz Servaes
Franz Theodor Hubert Servaes, född den 17 juli 1862 i Köln, död den 14 juli 1947 i Wien, var en tysk konst- och litteraturhistoriker.
Servaes blev filosofie doktor på avhandlingen Die Poetik Gottscheds und der Schweizer (1887). Sedan 1899 var han redaktör för "Neue Freie Presses" följetongsavdelning. Servaes utvecklade ett flitigt konst- och litteraturkritiskt författarskap, av vars alster kan nämnas Goethe am Ausgang des Jahrhunderts (1897), Präludien (1898), Theodor Fontane (1900; 2:a upplagan 1904), Kleist (1902), Giovanni Segantini (praktverk, 1902; folkupplagor 1907), Max Klinger (1903), Dürer (1904), Shakespeare (1906), Anders Zorn (1910) och Goethes Lili (1914).